# 群山警察署
群山警察署（クンサンけいさつしょ）は、全北地方警察庁所管の警察署である。

## 管轄区域
- 群山市

## 沿革
- 1945年10月21日 - 開署。
- 1993年9月15日 - 現在の庁舎が完成。

## 組織
- 警務課
- 生活安全課
- 捜査課
- 情報保安課
- 警備交通課
- 女性青少年課

## 管轄地区隊
- 羅雲地区隊
- 西海地区隊

## 管轄派出所
- 中央派出所
- 開福派出所
- 京場派出所
- 興南派出所
- 開井派出所
- 羅浦派出所
- 飛鷹派出所
- 大野派出所
- 瑞穂派出所
- 聖山派出所
- 沃溝派出所
- 玉西派出所
- 玉山派出所
- 銀波派出所
- 臨陂派出所
- 澮県派出所
- 開也島派出所
- 仙遊島派出所
- 於青島派出所

## 管轄治安センター
- 文化治安センター
- スサン治安センター
- 新侍島治安センター
- 夜味島治安センター

## 管轄出張所
- 煙島出張所
- 飛雁島出張所
- 串里島出張所
- 防築島出張所
- 明島出張所
- 末島出張所